# Франсоаз-Атенаис, мадам дьо Монтеспан
Франсоаз-Атенаис дьо Рошешуар дьо Мортемар, маркиза дьо Монтеспан (на френски: Françoise-Athénaïs de Rochechouart de Mortemart, Marquise of Montespan; 5 октомври 1640 – 27 май 1707) е най-известната метреса на Краля-Слънце Луи XIV. Тя е негова абсолютна фаворитка от края на 60-те до края на 70-те години на ХVІІ в. и му ражда седем деца. Наричана накратко Мадам дьо Монтеспан, а също и „истинската кралица на Франция“, тя оказва силно въздействие върху краля. Далечен предшественик е на царския дом Сакскобургготски в България.

## Произход и младост
Като част от стария и благороден род Рошешуар Монтеспан по рождение принадлежи към елита на френското общество. Тя се ражда в градчето Люсак-льо-Шато близо до Поатие в Западна Франция. Рожденото ѝ име е Франсоаз дьо Тоне-Шарант, дъщеря на принц и една от придворните на Анна Австрийска. Положението на майка ѝ ѝ позволява да пътува често от родните имения до двора в Лувъра и от малка да познава етикета и нравите на най-високо ниво. Получава добро образование в Сент, където се запознава с близки приятели на краля. Става дълбоко религиозна.
През 1660 г. става придворна дама на току-що пристигналата в Париж кралица Мария-Тереза Испанска.
През 1663 г. се омъжва за по-младия от нея маркиз дьо Монтеспан в църквата Сент-Йосташ в Париж. От него има две деца.

## Характер и достойнства
„Истинската кралица на Франция“ е човек с много качества и затова не е чудно, че успява да се наложи на върха на двора. Накратко представена, тя е „щедро надарена, с гореща чувственост и неустоим дух“. Винсънт Кронин я описва като „мургава, с големи сини очи, гърбав нос, малки червени устни, равни зъби, нежни ръце и пухкава, но красива фигура“. Волтер се съгласява, че тя и сестрите ѝ „са били най-красивите жени на своето време; и трите са съчетавали това предимство с особено развит ум“, а после добавя: „Те били всеобщо харесвани поради умението си да водят разговори някак шеговито, простодушно и хитроумно, което се смятало за особена духовитост на рода им.“ Мадам дьо Лафайет усеща с думите си самата същност на Монтеспан: „Ненадмината красавица! И все пак, някак, по някаква причина – не чак толкова привлекателна.“
С това тя показва характера на фаворитката – брутален и жесток човек, вечно забъркващ се в интриги и скандали. П. Холмс използва ярки епитети: „Надменна и арогантна... горда и екстравагантна.“ Когато вече е фаворитка, но Луиз дьо Лавалиер все още е официалната любовница на Луи, отношението на силната на деня към победената съперница добре показва тази черта от характера ѝ. Нейното прочуто остроумие в случая е използвано за хапливи подигравки и унижения.

## Метреса на Луи ХІV
През 1666 г. мадам дьо Монтеспан прави първите си опити да привлече вниманието на младия Луи ХІV, но без успех. „Тя се труди здраво, но не съм заитересован“, казва кралят на брат си. По това време негова официална любовница е Луиз дьо Лавалиер. Тя гледа с насмешка на несръчните опити на съперницата си, но се оказва, че фатално я подценява. Скоро Монтеспан става най-добрата ѝ приятелка и постепенно успява да направи впечатление на краля. През 1667 г., когато кралицата и любовницата са бременни едновременно, Монтеспан пътува с краля към бойното поле във Фландрия. Това ѝ дава уникален шанс да действа смело. След завръщането тя успява да го оплете окончателно една вечер, когато, знаейки, че я наблюдава по време на баня, съзнателно изпуска кърпата си. От този момент Луиз остава на заден план, макар още известно време кралят да поддържа фасадна връзка с нея. Истинската господарка на сърцето му вече е Франсоаз (която междувременно е прибавила Атенаис към името си) и това, че е омъжена, няма никакво значение. Като награда за заслугите ѝ през 1674 г. кралят строи специално за нея двореца Клани.
Между 1669 и 1678 г. Монтеспан ражда седем деца на Луи ХІV. Първото е момиче, което почива малко преди да навърши три години. Още едно момиче и едно момче умират в детска възраст. Останалите четири доживяват зряла възраст. От 1673 г. нататък кралят официално ги признава, дава им фамилията Бурбон и съответните титли, осигурява им бракове с принцове и принцеси от кралска кръв и дори служби в управлението на Франция. Децата прекарват малко време с майка си, тъй като тя е твърде ангажирана в динамичния живот на двора. Тя назначава за тяхна гувернантка една бедна, но приятна вдовица – мадам Скарон. В този период тя едва ли си е представяла, че тъкмо тази жена един ден ще я измести от мястото ѝ и ще стане метреса и дори втора съпруга на краля, бъдещата маркиза дьо Ментнон.
Между петото и шестото дете мадам дьо Монтеспан се развежда със съпруга си и се опитва да получи опрощение на греха си от католическата църква. Църквата обаче отказва и тя се оттегля временно от двора. Луи оказва натиск върху някои свещеници, но без успех. След две години Монтеспан се завръща при него и интимността им се възобновява.

## Аферата с отровата
Междувременно обаче кралят се е отегчил от дългогодишната си любовница и от постоянното ѝ мърморене и е открил нова фаворитка Мари-Анжелик дьо Скорай Мадмоазел дьо Фонтанж, която ревнивата Монтеспан оценява като особено опасна съперница. През 1677 г. във френския кралски двор избухва голям скандал, породен от факта, че някои членове на общността умират от отравяне. Една от обвинените замесва името на завърналата се мадам дьо Монтеспан. Възникват подозрения, че тя е извършвала черни магии, за да задържи вниманието на краля. Освен това Фонтанж неочаквано се разболява и всички смятат, че е била отровена от Монтеспан. Луи също се отдръпва от нея. Връзката им претърпява пълен разрив, когато Фонтанж умира (1681). По-късно семейството на маркиза дьо Фонтанж издейства аутопсия от която е доказано че Фонтанж е починала от туберкулоза. Макар че маркизата не е обвинена открито и срещу нея не се води процес, както в много други случаи, тя изгубва цялото си влияние. Междувременно, с усилията на Колбер, Лувоа и мадам Скарон скандалът е потиснат и постепенно хармонията в двора се възстановява.
През 1691 г. Монтеспан се оттегля в манастир в Париж със значителна пенсия, части от която дава за благотворителност. Умира през 1707 г. Кралят забранява на децата ѝ да носят траур.

## Връзката с България
Дъщерята на мадам дьо Монтеспан Франсоаз-Мари се омъжва за Орлеанския херцог и по този начин става предшественик на всички други орлеански херцози, включително на Луи-Филип, който става крал на Франция през 1830 г. Дъщерята на Луи-Филип е Клементина Орлеанска, майка на Фердинанд Сакскобургготски, който става княз на България през 1887 г. и цар през 1908.

## Деца
От маркиз дьо Монтеспан има две деца:
- Мари-Кристин (1663 – 1675)
- Луи-Антоан (1664 – 1736) – поддържа приятелски отношения с братята си херцог дю Мен и граф дьо Тулуз.

От Луи ХІV има децата:
- Луиз-Франсоаз (1669 – 1672);
- Луи-Огюст, херцог дю Мен (1670 – 1736), началник на швейцарската гвардия, на галерите и на артилерията, оставил наследство;
- Луи-Сезар, граф дьо Вексан (1672 – 1683);
- Луиз-Франсоаз, мадмоазел дьо Нант (1673 – 1743), омъжена за Луи ІІІ дьо Конде – принц от кралска кръв, пряк роднина на Бурбоните;
- Луиз-Мари-Ан мадмоазел дьо Тур (1674 – 1681);
- Франсоаз-Мари, мадмоазел дьо Блоа (1677 – 1749), омъжена за Филип ІІ Орлеански, племенник на краля;
- Луи-Александър, граф дьо Тулуз (1678 – 1737), адмирал на флота и (в различни периоди) губернатор на Гюйен и Бретан; оставил наследство.